# Esvatini
Esvatini, službeno Kraljevina Esvatini, do 2018. pod imenom Svazi, država je smještena na jugu Afrike. Na sjeveru, zapadu i jugu graniči s Južnoafričkom Republikom, a na istoku s Mozambikom. Po uređenju Esvatini je monarhija, a do 1968. bio je britanska kolonija. Čak 80 % stanovnika bavi se poljoprivredom i glavninu izvoza čini šećer. Esvatini je danas država s najvećom stopom zaraze HIV-om u svijetu; zaraženo je oko 45 % stanovništva.

## Povijest
Danas je utvrđeno da je sadašnji teritorij Esvatinija nastanjen još od vremena kamenog doba. Arheološkim iskopavanjem pronađeni su ostaci ljudske naseobine od prije 110.000 godina. Također su nađeni i ostaci drevnih nomadskih afričkih naroda, poput Sotho i Ntungwa-Nguni klanova. Stoljećima prije osnivanja moderne države, dogodila se velika središnjoafrička migracija s obala k središtu kontinenta, kada se jedan od klanova Nguni naroda (današnja Zulu i Xhosa plemena) naselio oko današnjeg Maputa u Mozambiku.
Kasnije, obitelj Dlamini ovdje osniva svoju dinastiju. Prvi korak k osnivanju Esvatini nacije se dogodio oko 1750. godine kada je kralj Dlamini dinastije, Ngwane III., pod pritiskom drugih klanova bio prisiljen povesti svoj narod na teritorij tzv. Unutrašnje zemlje, oko rijeke Pangola (današnji južni Esvatini). U tijeku takve migracije, njegovom narodu su se priključivala i ostala plemena koja su sretali na putu od istočne obale. Danas se smatra da je Ngwane III. prvi Esvatini kralj.

## Politika

#### Društveno uređenje
Esvatini je nezavisna monarhija Esvatini naroda koji govore jezik iz grupe Bantu jezika, izvorno porijeklom iz istočnog djela središnje Afrike. Nezavisni je član Commonwealtha. Glavni administrativni grad je Mbabane gdje se nalaze sva ministarstva, dok je Lobamba kraljevska i zakonodavna prijestolnica. Zemlja je podijeljena na četiri administrativna okruga: Hhohho, Lubombo, Manzini, Shiselweni.
Kralj, koji je okrunjen po Esvatinijskoj tradiciji, je vrhovni poglavar države. Ako je odsutan ili spriječen u obavljanju svojih dužnosti iz bilo kog razloga, Kraljica Majka sve obavlja u njegovo ime. Parlament se sastoji od Senata, što je u Esvatiniju Gornji Dom i od Skupštine.
U Senatu je dvadeset aktivnih članova – deset je birala skupština, a deset je imenovao kralj, kao stručnjake u određenim područjima koja inače ne bi bile zastupljena u parlamentu.
Skupština je sastavljena od osamdeset članova, od kojih je neke odabrao narod, demokratskim procesom glasanja, a neki su odabrani kraljevskim dekretom.
Svim građanima Esvatinija je dozvoljeno glasanje, uz uvjet punoljetnosti i državljanstva. Izbori se odvijaju na dva nivoa – savezni i regionalni. Odabrani parlament ima mandat od pet godina prije novih izbora, ali kralj može sazvati izvanredne, kad god se ukaže potreba za tim. Kralj imenuje premijera koga bira među ministrima (Gornji Dom), kao i zamjenika premijera.
Ako parlament odluči nepovjerenje jednom ministru ili cijeloj vladi, kralj je dužan smijeniti tog ministra ili cijelu vladu. Kraljev kabinet ima kolektivnu odgovornost savjetovati i informirati kralja o svim zbivanjima vezanim za državne poslove, a kabinet formira sam kralj nakon završenih izbora.
Skupštinskim raspravama mogu prisustvovati i građani. Oni će biti sprovedeni do galerije za javnost gdje mogu slušati debate na oba službena jezika- engleskom i swati.
Pravni sustav u zemlji je utemeljen na južnoafričkom rimskom pravu u ustavnim sudovima i na tradicionalnom Esvatinijskom pravu i običajima u tradicionalnim sudovima.

#### Politička podjela
Esvatini je podijeljen u četiri okruga (distrikta):
- Okrug Hhohho
- Okrug Lubombo
- Okrug Manzini
- Okrug Shiselweni

### Kraljevska obitelj
Kralj ne može imenovati svog nasljednika. Zakon običaja nalaže sljedeće: "inkhosi yinkhosi ngenina", što znači: ’’kralj je kralj preko majke’’. Kada aktualni kralj umre, kraljevska obitelj se sastaje kako bi odabrala ’’Veliku ženu’’, tj. koja će od kraljevih žena biti kraljica majka, (indlovukazi), a njen sin novi kralj.
Indlovukazi mora ispuniti nekoliko kriterija:
- Može imati samo jednog sina (izuzetak je napravljen u slučaju Labotsibeni Mdluli, majke kralja Bhunu i babe Sobhuze II., koja je imala tri sina, ali je njena ličnost i karakter bila toliko jaka, da kraljevska obitelj nije ni sumnjala da je ona kraljica majka).
- Mora biti jakog karaktera, jedinstvene ličnosti, i dolaziti iz obitelji s dobrim statusom
- Ne smije pripadati lozi Nkhosi-Dlamini. Za razliku od ostalih pripadnika Esvatini naroda, samo je kraljevima dozvoljeno ženiti žene iz iste obitelji, na primjer, Sobhuza je imao 11 žena koje su imale isto prezime – Dlamini.
- Ne smije biti ritualna žena, što kod Esvatinija znači da ne smije potencirati najstarijeg sina kao prijestolonasljednika.

## Zemljopis
Teritorij Esvatinija je podijeljen na četiri geografska područja, s različitim nadmorskim visinama, od 400 do 1800 metara, zbog čega svako područje ima drugačije karakteristike klime koja varira od tropske do umjerene klime.

### Geomorfologija
U dalekoj prapovijesti, snažni potresi pogodili su zemlju koju danas znamo kao Afrika. Zbog jakih tektonskih potresa, istočni kraj kontinenta se odvojio od unutrašnje visoravni i formirao se ogroman rasjed. Esvatini se nalazi nasuprot ovom rasjedu koji se proteže od Drakenskih planina ka sjeveru, kroz istočne visoravni Zimbabvea, zatim formira u Keniji veliku dolinu u rasjedu i na kraju nestaje na teritoriju današnje Turske.
Ova zemlja, koja se ponekad naziva Švicarskom Afrike, ima jedinstvene planinske pejzaže s prastarim oblicima reljefa. Najpoznatije geološko čudo Esvatinija je stijena Sibebe, veliki granitni monolit koji se strmo uzdiže iz Doline Borova i predstavlja izazov mnogim posjetiocima koji žele osvojiti njegov vrh.
Najniža točka u zemlji se nalazi na 21 m nadmorske visine kod rijeke Usutu, a najviša kod Emlembe na 1.862 m. Osnovu građe zemljišta čine kristalasti škriljevci, granit i mramor.
Teritorij Esvatinija, iako veličine Slovenije ili Kuvajta, zemljopisno je podijeljena na četiri regije s nadmorskom visinom od 400 do 1800 m. Svaka regija ima drugačije klimatske karakteristike.
Planine Highvelda, regije koja se prostire duž zapadne granice zemlje, prosječne su nadmorske visine 1200 m, a cijela regija leži na kraju rasjeda. Brze planinske rijeke koje u svom toku prolaze kroz klisure i kanjone i prave brojne vodopade predstavljaju izuzetan dekor regije. Ima umjerenu klimu s toplim, vlažnim ljetima i suhom zimom. U ovoj regiji smješten je i glavni grad, Mbabane.
Susjedni pojas, Middleveld je najgušće naseljena regija, a leži na prosječnoj nadmorskoj visini od 700 m. S bujnim, plodnim dolinama i toplom klimom s manje kiše, ova regija je idealna za uzgajanje raznih usjeva. Ovdje se i ostvaruje najviše poljodjelske proizvodnje. Glavno trgovinsko i industrijsko središte Manzini je smješteno u ovoj regiji.
Istočni Lowveld s nadmorskom visinom 250 m je manje naseljen od ostalih dijelova i predstavlja tipično afričko grmovito tlo s bodljikavim drvećem i nepreglednim savanama. Ovdje uspijevaju kulture koje doprinose značajnom izvozu šećera i agruma. Prirodni uvjeti pogoduju i bavljenju stočarstvom, a bogatstvo flore i faune stavljeno je pod zaštitu. Iako suptropska klima koja ovdje vlada pogoduje spomenutim biljnim kulturama, s druge strane je jedan od glavnih čimbenika širenja malarije zbog koje je brži razvitak ove regije u velikoj mjeri ometen.
Najmanja regija je Lubombo na granici s Mozambikom. Prosječna nadmorska visina gorja Lubombo je 600 m. Planine su ispresijecane kanjonskim dolinama tri rijeke, Ngwavuma, Usutu i Mbuluzi. Ova subtropska regija odlikuje planinskim krajobrazima i bogatstvom biljnog i životinjskog svijeta. Glavna aktivnost stanovništva su uzgajanje šećerne trske i stočarstvo.

### Klima
U Esvatiniju, kao i na cijeloj južnoj polutki, godišnja doba su suprotna od onih na sjevernoj hemisferi, tako da su i zima i ljeto suprotni. U Esvatiniju je klima umjerena i u zavisnosti od nadmorske visine, varira od subtropske do umjerene. Razdoblje od lipnja do rujna je svježe i suhe, dok je od listopada do svibnja toplo i vlažno.
U zapadnoj regiji, na većim nadmorskim visinama, ljeta su topla i kišovita s temperaturama do 33 °C, dok su zime suhe, s temperaturom koja se u toku noći može spustiti i na –4,5 °C. Tijekom cijele godine česta je oblačnost i magla i za oko 10 °C je hladnije nego u ostalim dijelovima zemlje. Prosječna količina padalina je od 1016 do 2286 mm godišnje.
Niži predjeli središnjeg i zapadnog Esvatinija imaju klimu s višim temperaturama i manje padalina, idealnu za usjeve. U toku ljetnih mjeseci živa u termometru prelazi 40 °C, dok je tijekom suhih zimskih mjeseci oko 3 °C. Listopad je najtopliji mjesec, a kišno razdoblje počinje početkom prosinca i traje do travnja. Količina padalina je između 762 i 1.143 mm godišnje. Sličnu klimu ima i regija Lubombo.
U nizinama na istoku vlada suptropska klima s vrelim ljetima i uglavnom toplim zimskim mjesecima, iako temperatura zimi se može spustiti i do -2 °C. Godišnje se izluči od 508 do 590 mm padalina.

Općenito govoreći, padaline su zastupljene uglavnom u toku ljetnih mjeseci, često u obliku oluja praćenih grmljavinom. Zime su suhe. Godišnja količina padalina je najveća u Highveldu, na zapadu, između 1000 i 2000 mm. Što se više odmičemo ka istoku, to je manje padalina. U Lowveldu je izmjereno 500-900 mm godišnje.

### Hidrografija
Vodene površine u Esvatiniju zauzimaju svega 1 % teritorija, ili 160 km². To su uglavnom rijeke i nekoliko manjih umjetnih jezera: Hawane, Sand River, Luphohlo, Van Eck i najveće, Mnjoli na rijeci Mbuluzi. Rijeke pripadaju slijevu Indijskog oceana i teku od planinskog zapada ka nižem istoku gdje nastavljaju mirnijim tokom, meandrirajući. Veće rijeke su Komati, Mbuluzi, Tembe i Lusutfu (Veliki Usutu).
Rijeka Mlumati izvire u Južnoafričkoj Republici južno od Barbertona i protječe krajnjim sjeverom Esvatinija gdje ima karakter izrazito planinske rijeke i u svom toku pravi brojne kaskade, vodopade i slapove.
Jedna od najvećih rijeka u Esvatiniju, rijeka Nkomati, ima možda najzanimljiviji tok. Najprije vijuga kroz pobrđe na sjeveru zemlje, a zatim nestaje u stjenovitoj provaliji, rasjedu, vrlo uskom i dubokom više od 15 m da bi ponovo izbila iz provalije.
Rijeka Usutu je zbog svog karakterističnog toka veoma pogodna za splavarenje, koje je od kako je prvi put izvedeno 1991. godine, postalo vrlo popularna aktivnost, kako za strane turiste, tako i za lokalno stanovništvo.

### Flora i fauna
Velika raznolikost flore u Esvatiniju je potaknuta razlikama u nadmorskoj visini i klimi. Na istoku dominiraju savane, močvare i suptropske šume, dok su na sjeverozapadu zastupljene kišne šume, s po kojim finbosom, finim grmom, uobičajenim za južnu Afriku. Planinska granica s Mozambikom ima neugodnu i suhu klimu. Zakonom su zaštićene rijetke biljke, kao što je kikad, biljka nazvana živim fosilom jer je, potpuno neizmijenjena, preživjela 50 milijuna godina. Iako je raznovrsni biljni svijet rasprostranjen po teritoriju cijele zemlje, u fokusu zaljubljenika flore su definitivno prirodni rezervati. Mlilvane rezervat se ponosi impresivnim alejama zrelih stabala, koja su tu rukom zasađena u toku posljednjih 30 godina. Ovdje se također nalazi i šuma kikada, a u planu je da se na ovom prostoru napravi botanički vrt sa svim raspoloživim vrstama biljaka.

## Stanovništvo
Esvatini (Svazi) 2006. godine ima 1.029.000 stanovnika čija su većina Swazi (851.000). Od ostalih naroda u njemu žive: Zulu (105.000), Tsonga (24.000), Buri (14.000); Obojeni (Coloured; 11.000, govore afrikaans), Englezi (7200); Indo-Pakistanci (6700), Nyanja (5700), Sotho (4500), Komorci (600). Većina stanovništva je kršćanske vjeroispovjesti, a 40 % štuje animizam, Komoraci su većinom muslimani, a Indo-Pakistanci hinduisti.
89,3 % stanovništva iznad 15 godina starosti je pismeno. Prosječna dužina života je 58 godina.

### Jezici
Swati (poznat i pod nazivima siSwati, Swazi i Seswati) je jezik iz jezične obitelji Bantu iz Nguni skupine koja se govori u Esvatiniju i JAR-u. Jezik ima 1,5 milijuna govornika i uči se u školama. S engleskim, to je službeni jezik Esvatinija i jedan od 11 službenih jezika Južnoafričke Republike.
Jezik tsonga ima oko 1.646.000 govornika u južnoafričkoj pokrajini Limpopo, i oko 1,5 milijuna govornika u Mozambiku. U Esvatiniju taj jezik govori oko 19.000 ljudi. Također ima i oko 5000 govornika u Zimbabveu.

## Gospodarstvo
Nacionalni dohodak iznosi 3,8 milijarde USD, po glavi stanovnika on iznosi 4200 USD. Ekonomija je zasnovana na naturalnoj poljoprivredi, kojom se bavi više od 60 % stanovništva i koja doprinosi sa skoro 25 % u društvenom proizvodu. Najvažnije sirovine su: šećerna trska, pamuk, kukuruz, duhan, riža, citrusi, ananas, žito , sirak, kikiriki. Još 25 % u društvenom proizvodu ostvaruje se proizvodnjom različitih predmeta narodne radinosti. Proteklih godina, značaj rudarstva se smanjio jer su se 1978. iscrpile rudne naslage visokokvalitetnog željeza, a potražnja za azbestom se smanjila zbog brige za očuvanjem zdrave životne sredine. Od prirodnih resursa eksploatiraju se još i ugljen, glina, vodeni tokovi, šume, kamenolomi. Ima i malih pričuva zlata i dijamanata. Inflacija iznosi 8 % godišnje. Najvažniji čimbenik čvrste valute je izvoz šećera i proizvoda od drveta. Najvažniji partner u trgovini je Južnoafrička Republika s kojom se ostvaruje 83 % ukupnog uvoza i oko 74 % izvoza. Ostale zemlje s kojima Esvatini trguje su Japan, Velika Britanija, SAD. Nacionalna valuta je esvatinijski lilangeni (u množini-emalangeni), a jedan lilangeni čini 100 centa.

## Kultura

### Obrazovanje
U zemlji postoji jedno sveučilište, Sveučilište Esvatinija (UNISWA) s preko 3000 studenata. U okviru ovog sveučilišta formiran je odsjek za dopisno studiranje što omogućava obrazovanje mladim ljudima iz udaljenijih krajeva.

## Vanjske poveznice

### Vlada
- Vlada Esvatinija službena stranica
- Ministrastvo Turizma  Arhivirana inačica izvorne stranice od 8. lipnja 2023. (Wayback Machine) službena stranica
- Swaziland Investment Promotion Authority

### Vijesti
- African News Dimension  Arhivirana inačica izvorne stranice od 8. studenoga 2011. (Wayback Machine)
- Times of Swaziland novine

### Drugi
- Podaci o kralju Mswatiju III.  Arhivirana inačica izvorne stranice od 10. rujna 2005. (Wayback Machine)
- informacije o zračnoj luci Matsapha[neaktivna poveznica]